# Opus Hong Kong
Opus Hong Kong (in cinese: 傲 璇; Jyutping: ngou6 syun4; pinyin: Àoxuán) è un palazzo situato a Hong Kong.

## Descrizione
Adibito ad uso residenziale ha 12 piani ed è alto 42,62 m. Completato nel 2012, è stato ideato da Frank Gehry in collaborazione con Ronald Lu and Partners e Swire Properties. È il primo progetto asiatico di Gehry. L'edificio, costruito seguendo lo stile decostruttivista, è caratterizzato dal tipico stile di Gehry, seguendo forme curvilinee morbide, fluide e sinuose che seguono un motivo a spirale.
L'edificio è composto da 12 unità abitative che vanno da 560 a 640 m2, di cui due duplex con piscina. È dotato di parcheggio sotterraneo, piscine, palestre ed è provvisto di un sistema per il riciclaggio dell'acqua piovana e stazione di ricarica per auto elettriche. L'appartamento di 580 m2 che occupa l'intero ottavo piano è diventato l'appartamento più costoso di Hong Kong nell'agosto 2012.
Nell'edificio dal 2013 ha sede il console generale britannico di Hong Kong.